# 山口浩平
山口 浩平（やまぐち こうへい、1990年8月11日 - ）は、日本のラグビー選手である。

## プロフィール
- 大阪府出身。
- ポジションはロック(LO)。
- 身長 188cm、体重 108kg
- 高校日本代表
- U20日本代表候補に選ばれたことがある[1]。
- 小学校時代は、ソフトボール部所属。

## 来歴
ラグビーを始めたきっかけは小学校の卒業式の帰り道にボールが転がってきたことから。
2009年、東海大仰星高校卒業後、大阪体育大学に入る。なお東海大仰星高校時代、高校日本代表に選ばれ、第32回高校東西対抗試合の参加メンバーに選出された。　　
2012年、大阪体育大学ラグビー部の副将に就任した。
2013年、大阪体育大学卒業後、近鉄ライナーズに加入。
2014年8月22日に行われたジャパンラグビートップリーグ第1節のNTTドコモレッドハリケーンズ戦に途中出場で公式戦初出場を果たす。
2021年、近鉄ライナーズを退団した。